# Robert Eggers
Robert Neil Eggers (Lee (New Hampshire), 7 juli 1983) is een Amerikaans filmregisseur, scenarioschrijver en production designer.

## Biografie
Robert Eggers werd in 1983 geboren als de zoon van Walter Eggers en Kelly Houston. Hij groeide op in het dorpje Lee in de staat New Hampshire. Hij heeft twee broers, Max en Sam. In 2001 verhuisde hij naar New York om er een acteeropleiding te volgen.

## Filmografie
In de jaren 2000 schreef en regisseerde Eggers enkele korte films, waaronder Hansel and Gretel (2007) en The Tell-Tale Heart (2008). Nadien werkte hij enkele jaren als production designer mee aan verscheidene korte films en de langspeelfilm Spirit Cabinet (2013).
In 2015 maakte hij met de horrorfilm The Witch zijn officieel debuut als regisseur en scenarioschrijver. De film kreeg overwegend positieve recensies van de Amerikaanse filmpers en was met een opbrengst van 40 miljoen dollar een financieel succes. In 2019 volgde met The Lighthouse zijn tweede film. De in zwart-wit opgenomen horrorfilm sleepte onder meer een Oscar- en BAFTA-nominatie in de wacht.
| Jaar | Titel          | Regisseur | Scenarist | Production designer |
| ---- | -------------- | --------- | --------- | ------------------- |
| 2013 | Spirit Cabinet |           |           |                     |
| 2015 | The Witch      |           |           |                     |
| 2019 | The Lighthouse |           |           |                     |
| 2022 | The Northman   |           |           |                     |
| 2024 | Nosferatu      |           |           |                     |